# Jarosław Kaczmarczyk (1957–2018)
Jarosław Kaczmarczyk (ur. 1957, zm. 25 listopada 2018 we Wrocławiu) – polski zawodnik i trener karate kyokushin, wicemistrz Polski z 1982.

## Życiorys
Był jednym z prekursorów karate w Polsce. W 1982 roku zdobył tytuł wicemistrza Polski podczas zawodów rozgrywanych w jego rodzinnym Wrocławiu. W połowie lat 80. brał udział w otwarciu pierwszych sekcji karate kyokushin w Opolu i Brzegu, a w 1988 r. również w Doniecku. Przez wiele lat był aktywny jako szkoleniowiec karate kyokushin we Wrocławiu. W tym mieście prowadził także sklep z akcesoriami i sprzętem do sztuk walki - w Spółdzielczym Domu Handlowym „Feniks”.
Autor książki "Samoobrona - broń się sam", 2000.
Jego syn Łukasz Kaczmarczyk jest utytułowanym kickboxerem. 